# Himbirti
Himbirti (ou Himberti, en tigrigna ሕምብርቲ) est une ville d'Érythrée, dans la région du Centre, dans le district de Serejaka. Au recensement de 2000, la ville compte 8 700 habitants.